# Virginia Berresford
Virginia Berresford (* 11. Oktober 1902 in New Rochelle, New York; † 20. August 1995 in Martha’s Vineyard, Massachusetts) war eine US-amerikanische Malerin, Grafikerin und Galeristin.

## Leben
Virginia Berresford wurde 1904 in Rochelle Park, New Jersey, geboren. Sie besuchte die Horace Mann School, an der sie die Fächer Mathematik, Kunst und Design belegte. Nach ihrem Schulabschluss im Jahr 1919 folgte sie dem Rat ihrer Mutter und nahm ein Studium auf. Von 1920 bis 1921 studierte sie am Wellesley College und von 1923 bis 1924 an der Columbia University. 1921 unternahm sie eine Studienreise nach Europa, die ihr künstlerisches Interesse vertiefte. 1925 ging sie nach Paris, um privat bei Amédée Ozenfant zu studieren. Ozenfant war Mitbegründer des Purismus. 1927 hatte Berresford ihre erste Einzelausstellung in der Galerie Bernheim-Jeune in Paris, 1928 folgte eine weitere in der New Gallery in New York. In den frühen 1930er Jahren stellte sie mehrfach in der Montross Gallery aus (1932, 1933 und 1934). 1936 zeigte sie eine Einzelausstellung in der Walker Gallery in New York. Dort wurde sie von Kritikern den „Immaculates“ (heute bekannt als Precisionists) zugerechnet.
1930 lernte Virginia Berresford ihren späteren Ehemann Benedict Thielen kennen. Ab 1934 hielten sich beide regelmäßig in Key West, Florida, auf. Dort erweiterte sie ihren Stil von streng puristischen Formen zu freieren Aquarellen mit kräftigen Farben. Während des Zweiten Weltkriegs lebte das Paar in Miami, wo Thielen als Lieutenant Commander der Navy stationiert war. Im Jahr 1945 unterrichtete Berresford für das Rote Kreuz Aquarellmalerei für verwundete Soldaten. Die Ehe wurde 1950 geschieden. Von 1947 bis 1952 zeigte sie mehrfach Arbeiten in der Mortimer Levitt Gallery, später in der Bodley Gallery (1956 und 1957). 1965 stellte sie an der University of Maine in Orono aus und 1971 widmete das Princeton University Art Museum ihr eine Einzelausstellung mit Irland-Motiven. Im Jahr 1952 erwarb Berresford in Menemsha bei Chilmark auf Martha’s Vineyard eine Fischerhütte, die sie zu einer Galerie umbaute. Dort präsentierte sie eigene Arbeiten und gab Sommerkurse. In den 1980er Jahren setzte sie ihre Ausstellungstätigkeit auf Martha’s Vineyard fort.